# Science Museum Oklahoma
O Science Museum Oklahoma é um complexo de museus fundado em 1978, surgido vinte anos antes e dedicado a ciência e diversas de suas áreas, localizado em Oklahoma City, Oklahoma. O museu ainda abriga o Kirkpatrick Planetarium e um teatro de cúpula, além de inúmeras galerias, como a do International Gymnastics Hall of Fame. A fundação mudou seu nome para Omniplex Science Museum em 1978 e, posteriormente, mudou-se com o Planetário Kirkpatrick para a propriedade do museu Kirkpatrick Center recém-construída.